# 津金澤督雄
津金澤 督雄（つがねざわ おさお）は、愛知県出身の医学者。鹿児島大学名誉教授。

## 経歴
父が数学教師の家庭に生まれる。父の影響か愛知県立津島高等学校時代は理数系に強く、常時学年のトップであった
。
愛知県立津島高等学校を1952年（昭和27年）卒業。

## 人物
千葉大学助手、石川県金沢市の金沢医科大学で6年余を過ごした後、鹿児島大学へ1980年9月初頭に鹿児島大学の教官として移り、以来18年間鹿児島大学で教鞭をとる。
1966年 千葉大学　医学博士　論文の題は　「摂取食物の形態学的研究 : 摂取魚類の種属鑑別 」。
鹿児島大学医学部教授を1999年3月31日（平成11年）定年で退職、同年名誉教授。
手先が器用で法医学の分野に進み、人体解剖の「国手」と言われた。
「坂の上の雲」を諳んじ、大の薩摩贔屓である。酒はめっぽう強く、特に芋焼酎を愛する酒豪である
。

## 研究
鹿児島大学医学部法医学
- 1997年（平成9年）～1998年（平成10年）「不明瞭な皮膚圧迫痕跡の組織学的識別に関する研究」
- 1995年（平成7年）～1996年（平成8年） 「AB型活性糖鎖の免疫化学的および免疫血液学的特性に関する研究」
- 1988年（昭和63年）～1989年（平成元年）「交叉反応性抗AB抗体の特性に関する研究」